# Шахбердиєва Майя
Майя (Меденієт) Шахбердиєва (нар. 23 лютого 1930, Керкі—3 січня 2018) — радянська туркменська оперна співачка (колоратурне сопрано), педагог. Народна артистка СРСР (1975).

## Біографія
Народилася 23 лютого 1930 року (за іншими джерелами — в 1931) в Керкі (нині Атамурат, Лебапський велаят, Туркменістан).
Закінчила музичну школу (клас скрипки), вчилася на фізико-математичному факультеті Педагогічного інституту.
У 1956 році закінчила Московську консерваторію по класу співу у В. Ф. Рождєственської. У 1962 році брала уроки у М. Е. Донець-Тессейр в Києві.
З 1956 року — солістка Туркменського театру опери та балету імені Махтумкулі (нині Національний музично-драматичний театр імені Махтумкулі) (Ашхабад).
Виступала як концертна співачка. У репертуарі — оперні арії зарубіжної, російської та туркменської дастанної класики, камерний спів, в тому числі романс «Соловей» А. Аляб'єва, цикли Н. Халмамедова.
Гастролювала за кордоном (НДР, Франція, Польща, Індія, Канада, Швеція).
У 1973 році була членом журі Всесоюзного конкурсу вокалістів імені М. І. Глінки в Кишиневі.
З 1975 року викладає в Туркменському педагогічному інституті мистецтв (нині Туркменський державний інститут культури) (Ашхабад) і Туркменської національної консерваторії, де веде клас вокалу.
Депутат Верховної Ради Туркменської РСР 6-7-го скликань.